# يوسف عمانوئيل الثاني توما
مار يوسف عمانوئيل الثاني توما كان بطريرك بابل للكلدان في الكنيسة الكلدانية الكاثوليكية للفترة 1900–1947.

## حياته
ولد في 8 آب 1852 في ألقوش, ودرس في مدرسة غزير في بيروت ورُسم كاهناً 10 تموز 1879. في 24 تموز 1892، أقامه البطريرك إيليا الثالث عشر عبو اليونان أسقفا لسعرد، في تركيا الحالية. اختير بطريركا للكنيسة الكلدانية الكاثوليكية في 9 تموز 1900 وأقر الكرسي الرسولي تعيينه في 17 كانون الأول من العام نفسه. استمر بطريركا حتى وفاته في 21 تموز 1947. كان قد خلف البطريرك عبد يشوع الخامس خياط وخلفه البطريرك يوسف السابع غنيمة.

## التمثل السياسي
عين مار يوسف عمانوئيل الثاني توما سنة 1925 في مجلس الأعيان العراقي عن تأسيسه، ليمثل الكنيسة الكلدانية الكاثوليكية. بقي حتى وفاته سنة 1947، شغل منصبه يوسف السابع غنيمة.